# Amithao albopictum
Amithao albopictum är en skalbaggsart som beskrevs av Neervoort Van de poll 1886. Amithao albopictum ingår i släktet Amithao och familjen Cetoniidae. Inga underarter finns listade i Catalogue of Life.